# Пуэрта, Рамон
Федерико Рамон Пуэрта (исп. Federico Ramón Puerta, род. 9 сентября 1951) — аргентинский политик. Временно занимал пост президента Аргентины во время кризиса 2001 года.

## Биография
Рамон Пуэрта учился в Католическом университете Аргентины в Буэнос-Айресе, где получил образование по специальности инженер-строитель. После университета продолжил заниматься семейным бизнесом по выращиванию мате, в результате чего стал успешным бизнесменом и миллионером.
В 1991 году был избран на пост губернатора провинции Мисьонес, переизбран в 1995 году. Этот пост он занимал до 1999 года. Придерживался неолиберальной экономической модели президента Карлоса Менема, включая проведение приватизации провинциального банка, основателем которого был его дед.
В 2001 году он был избран в аргентинский сенат. В ноябре того же года был избран временным председателем сената. Эта должность, согласно конституции, является третьей в порядке занятия поста президента страны в случае преждевременной отставки действующего президента.
Пуэрта был главой исполнительной власти в течение двух дней (21—22 декабря 2001). Он занял пост президента после ухода в отставку президента Фернандо де ла Руа и вице-президента, который оставил свой пост ещё раньше.
В 2003 году Пуэрта вернулся на пост губернатора провинции Мисьонес, но уступил место Карлосу Ровира. В 2005 году он потерял место в сенате. В 2007 году он вновь занял пост губернатора родной провинции, однако на ближайших выборах проиграл, заняв третье место с 15 % голосов избирателей.
Рамон Пуэрта не женат, но имеет двоих детей.